# Cornus florida
Cornus florida, cornejo florido o sanguiñuelo florido, es una especie perteneciente a la familia de las cornáceas, originaria del este de Norteamérica desde Maine meridional al oeste hasta Ontario meridional y Kansas oriental, y al sur hasta Florida septentrional y Texas oriental y también en Illinois, con una población separada en México oriental en Nuevo León y Veracruz.

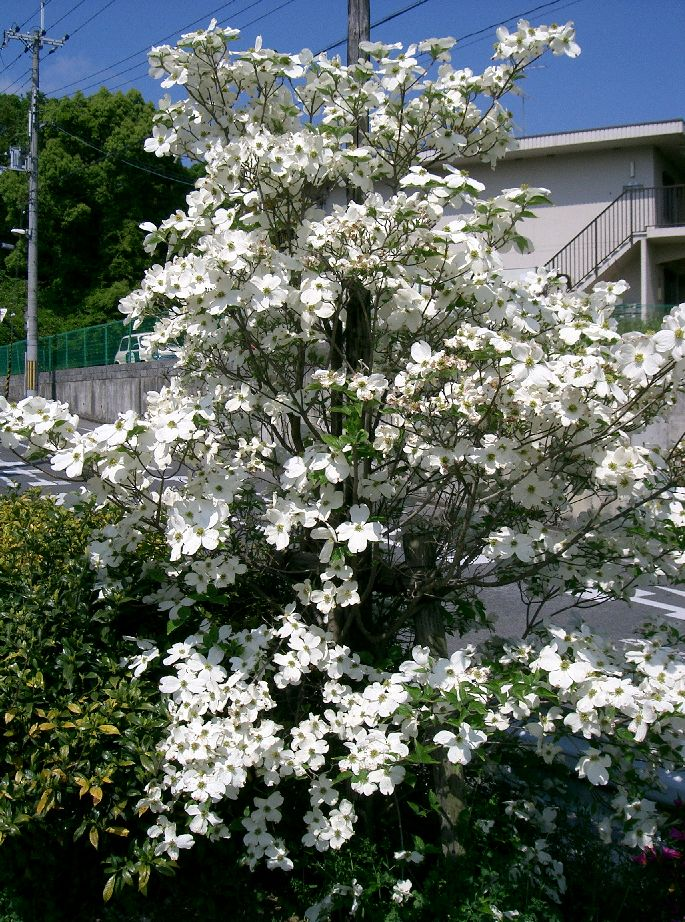
En flor

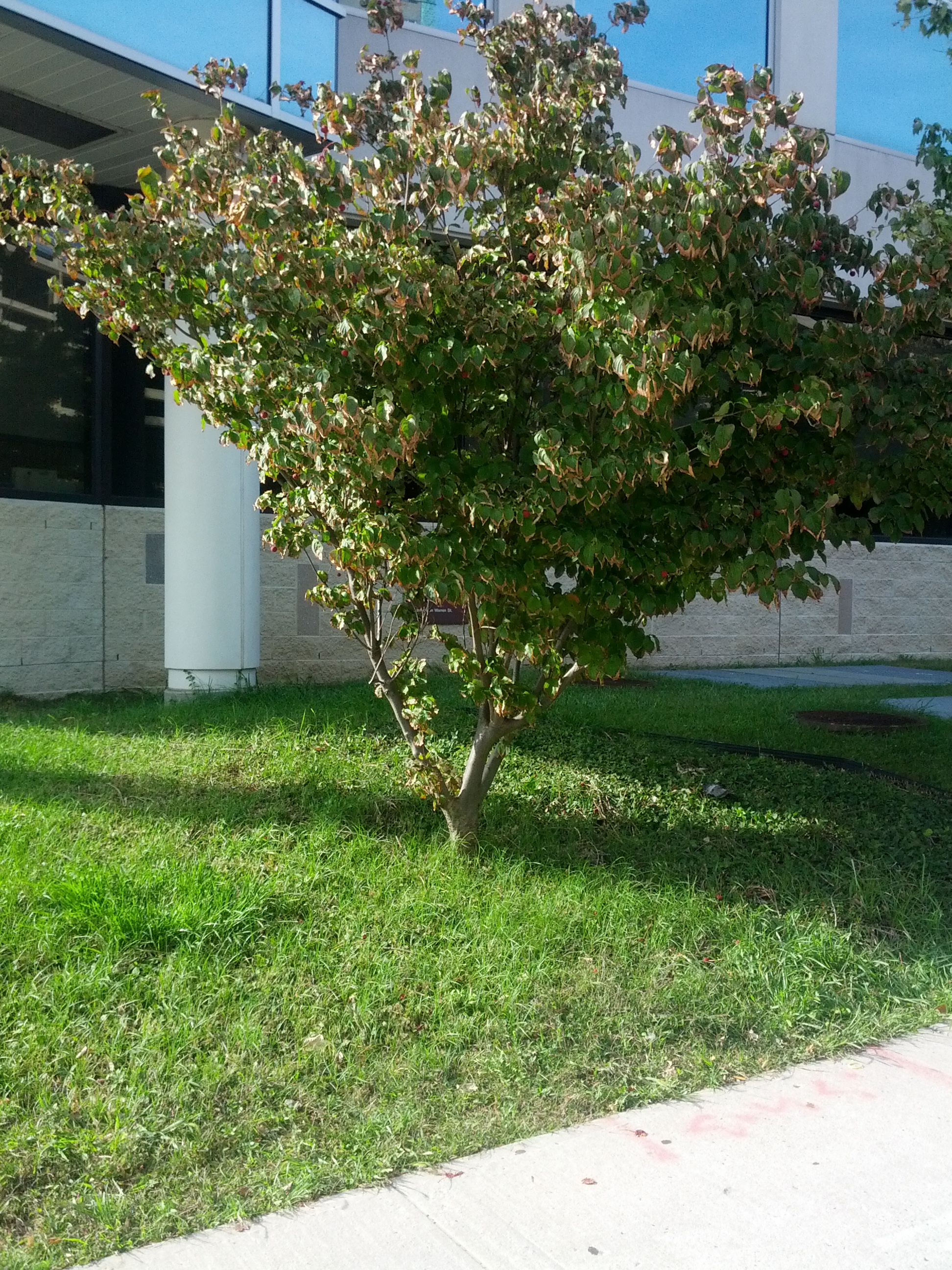
Vista de la planta

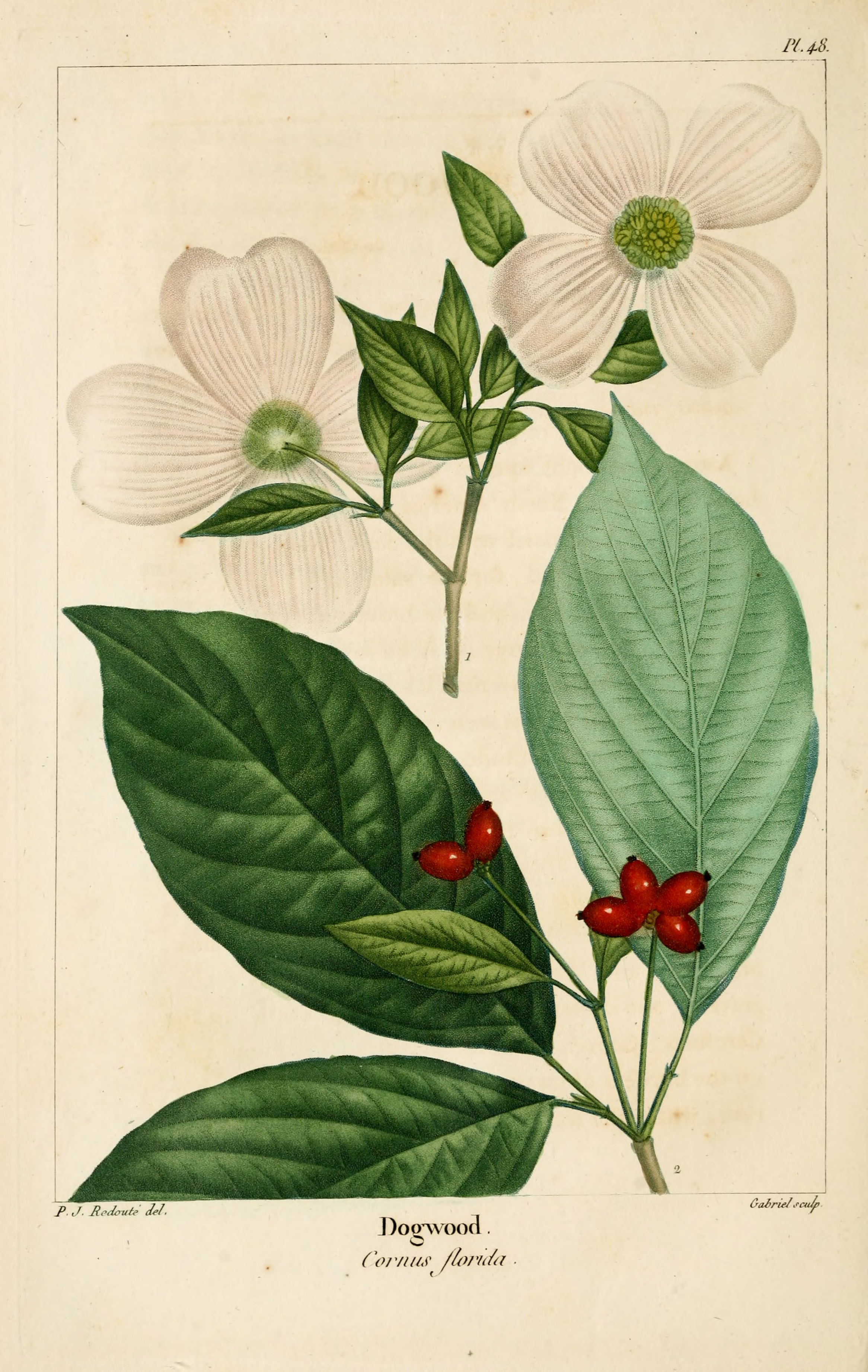
Ilustración

## Descripción
El sanguiñuelo o cornejo florido es un pequeño árbol caducifolio que crece hasta los 10 metros de altura, a menudo más ancho que alto cuando es adulto, con un diámetro en el tronco de hasta 30 cm. Un árbol de 10 años se alzará alrededor de 5 m de alto. Las hojas son opuestas, simples, ovales con puntas agudas, de 6–13 cm de largo y 4–6 cm de ancho, con un borde aparentemente entero, pero en realidad dentado muy finamente, como se ve con una lente; se vuelven de un rico pardo rojizo en el otoño. 
Las flores son individualmente pequeñas y discretas, con cuatro pétalos de color amarillo verdoso de 4 mm de largo. Alrededor de 20 flores se producen en una inflorescencia con forma de umbela, densa, redondeada, o cabeza floral, de un diámetro de 1–2 cm. La inflorescencia está rodeada por cuatro grandes "pétalos" muy llamativos, blancos, rosas o rojos, que en realidad son brácteas, cada bráctea 3 cm de largo y 2,5 cm de ancho, redondeado y a menudo con una distintiva muesca en el ápice. Las flores son bisexuales.
Mientras que la mayor parte de los árboles silvestres tienen brácteas blancas, algunos cultivares seleccionadas de este árbol tienen también brácteas rosas, algunas incluso casi llegan a ser un verdadero rojo. Florecen típicamente a principios de abril en la parte meridional de su zona de distribución, hasta finales de abril o principios de mayo en zonas septentrionales y de gran altitud. El parecido Cornus kousa ("cornejo de Kousa"), originario de Asia, florece alrededor de un mes después. 
El fruto está en un racimo de dos a diez drupas, cada una de 10–15 mm de largo y alrededor de 8 mm de ancho, que maduran a finales del verano y principios del otoño hasta un rojo brillante, u ocasionalmente amarillo con un toque rosado. Son una importante fuente de comida para docenas de especies de aves, que luego distribuyen las semillas.
Hay dos subespecies:
- Cornus florida subsp. florida. Este de los Estados Unidos, sudeste de Canadá (Ontario).
- Cornus florida subsp. urbiniana (Rose) Rickett (sin. Cornus urbiniana Rose). Este de México (Nuevo León, Veracruz).

## Taxonomía
Cornus florida fue descrita por  Carlos Linneo    y publicado en Species Plantarum 1: 117. 1753.
Sinonimia
- Benthamia florida (L.) Nakai
- Benthamidia florida (L.) Spach
- Cynoxylon floridum (L.) Britton & Shafer
- Cynoxylon floridum (L.) Raf.

var. florida
- Cornus candidissima Mill.
- Swida candidissima (Mill.) Small

var. urbiniana (Rose) Wangerin
- Cornus urbiniana Rose[3]